# Dolores Ibárruri
Isidora Dolores Ibárruri Gómez, även känd som La Pasionaria ("den passionerade"), född 9 december 1895 i Gallarta i nuvarande Abanto y Ciérvana-Abanto Zierbena, Biscaya, Baskien, död 12 november 1989 i Madrid, var en spansk politiker. Hon var Spaniens kommunistiska partis generalsekreterare mellan 1945 och 1960 och därefter dess ordförande fram till sin död.
Under det spanska inbördeskriget myntade Ibárruri i ett tal det klassiska slagordet No pasarán ("de ska inte passera"), vilket användes som den republikanska sidans stridsrop under kriget och därefter fått spridning som ett allmänt slagord mot fascism. Efter kriget gick Ibárruri i landsflykt till Moskva. Hon återvände 1977 då hon valdes in i parlamentet, Cortes Generales, i det första valet efter demokratins återinförande.

## Utmärkelser
Asteroiden 1277 Dolores är uppkallad efter henne.